# Carex otaruensis
Carex otaruensis är en halvgräsart som beskrevs av Adrien René Franchet. Carex otaruensis ingår i släktet starrar, och familjen halvgräs. Inga underarter finns listade i Catalogue of Life.